# Данієль Бовуа
Данієль Бовуа́ (фр. Daniel Beauvois; нар. 9 травня 1938, Аннезен-ле-Бетюн, Артуа, Франція) — французький історик, публіцист, перекладач, фахівець з історії України і Польщі. Член НТШ (1998), іноземний член Польської академії наук та Національної академії наук України, член Міжнародної слов'янської академії наук у Києві, почесний доктор Вроцлавського університету (1993).

## Біографія
Закінчив ліцей у Бетюні (департамент Па-де-Кале, Франція). Студіював славістику у Лілльському університеті та Сорбонні.
1977 — захистив докторську дисертацію про Вільнюський шкільний округ 1803—1832.
1969—1972 — директор Французького центру Варшавського університету.
1973—1978 — дослідник з історії в Національному центрі наукових досліджень (Париж).
1978—1979 — професор Університету Нансі.
1979—1993 — професор Лілльського університету, від 1993 — професор Університету Париж I (Пантеон—Сорбонна), директор Центру історії слов'ян і президент Французьких асоціацій українознавчих студій.
1986 організував у Франції міжнародну наукову конференцію, присвячену літературним та історичним міфам Білорусі, України та Литви.
Учасник колоквіуму українських та польських істориків (24—25 травня 1991, Київ), 2-го Міжнародного конгресу україністів (22 серпня—28 серпня 1993, Львів), на якому виступив із доповіддю «З проблем соціальної і культурної історії Правобережної України 19 — початку 20 століття».
Дослідник політичних, культурних та соціальних відносин між Україною, Польщею та Росією XVIII — початку XX століття.
1995—2001 — голова Французької асоціації української студії та керівник семінару, присвячений українській культурі, в Інституті слов'янських студій у Парижі.

## Вибрані публікації
Автор монографій:
- Lumières et société en Europe de l'Est. L'Université de Vilna et les écoles polonaises de l'Empire russe (1801—1832)

1977 польський переклад — Szkolnictwo polskie na ziemiach litewsko-ruskich, 1991.
У 2 томі проаналізував польський вплив на шкільне і культурне життя Правобережної України;
- Le noble, le serf et le révizor. La noblesse polonaise entre le tsarisme et les masses ukrainiennes: 1831—1863

1985 польський переклад: Polacy na Ukrainie, 1831—1863
1987 англійський переклад: The Noble, the Serf and the Revizor
1991 український переклад: Шляхтич, кріпак і ревізор: польська шляхта між царизмом та українськими масами (1831—1863), Київ, 1996 — присвячена міжнаціональним проблемам на Волині, Поділлі та Київщині.
- La bataille de la terre en Ukraine (1863—1914). Les Polonais et les conflits socio-ethniques

1993 — польський переклад: Walka о ziemie na Ukrainie (1863—1914)
1996 — український переклад: Битва за землю в Україні. 1863—1914: Поляки в соціо-етнічних конфліктах, Київ, 1998 — продовження попередньої праці.
Видав збірку статей про міф України в Польщі — Les Confins de l'ancienne Pologne (16-e—17-e siècles) (1988) та працю Histoire de la Pologne (1995), в якій часто згадується Україна.